# James Rector
John "James" Alcorn Rector, né le 22 juin 1884 à Hot Springs (Arkansas) et décédé le 10 mars 1949, était un athlète américain spécialiste des épreuves de sprint. Il a remporté la médaille d'argent du 100 mètres lors des Jeux olympiques d'été de 1908 à Londres.

## Palmarès

### Jeux olympiques
- Jeux olympiques d'été de 1908 à Londres : 
  -  Médaille d'argent du 100 mètres.